# Okanishi Ichū

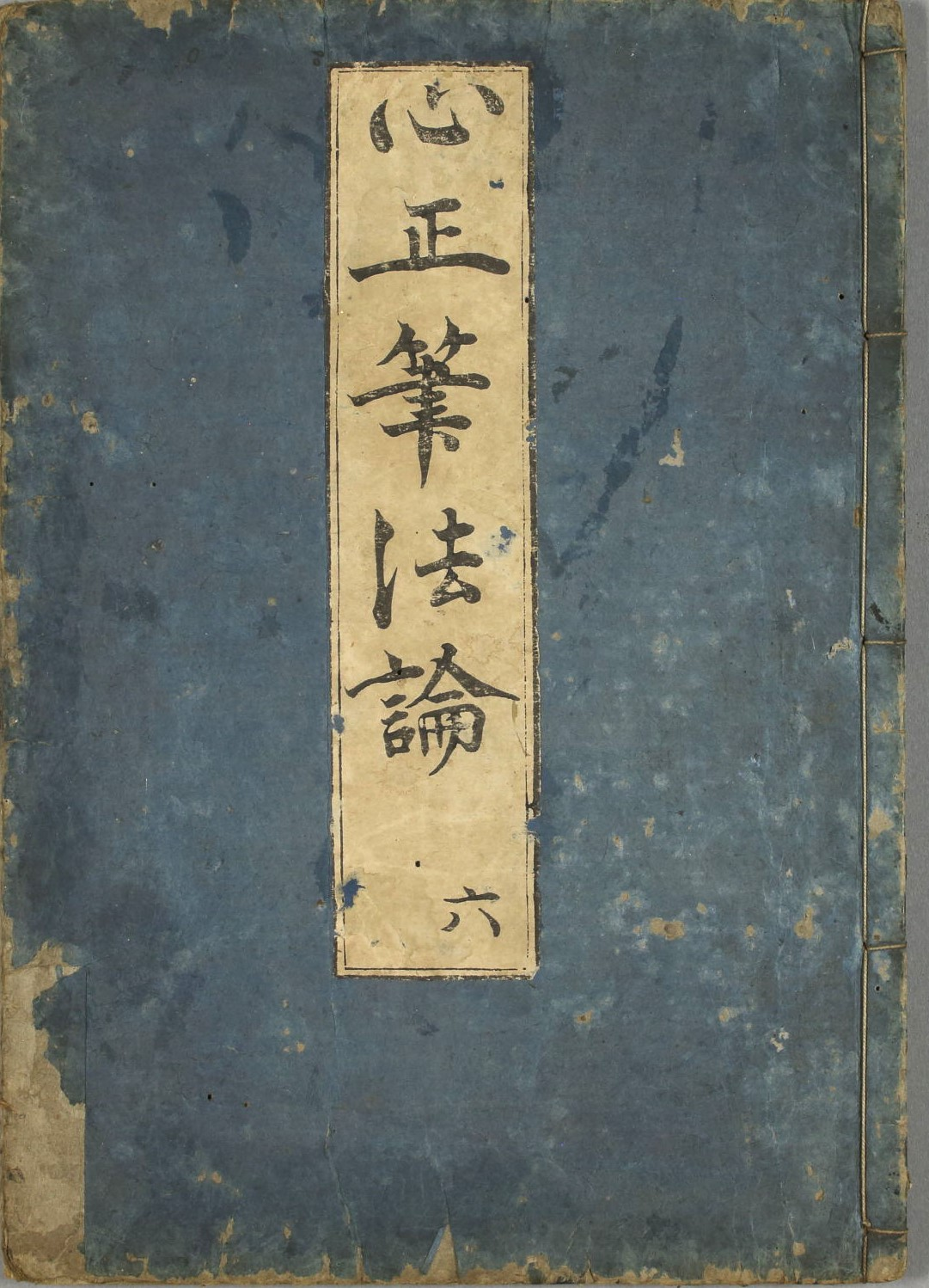
„Shinshō hippō-ron“ Band 6

Okanishi Ichū (japanisch 岡西 惟中; geboren 1639 in der Provinz Inaba; gestorben 5. Dezember 1711 in Osaka) war ein japanischer Haiku-Dichter der frühen Edo-Zeit.

## Leben und Wirken
Okanishi Ichū, geboren in der Provinz Inaba, zog er später in die Provinz Bitchū. Schon früh studierte er Japanologie und Chinesisch, besaß aber auch ein umfassendes Wissen über Kalligrafie, wie sein „Shinshō hippō-ron“ (心正筆法論), ein Essay über die Kunst des Schreibens beweist. In seinen Zwanzigern begann er mit dem Schreiben von Haikai, und als das sogenannte Danrin-Haikai populär wurde, wechselte er schnell zur Danrin-Schule und wurde ein repräsentativer Haikai-Autor dieser Schule, obwohl er abseits in Okayama lebte.
Mehr mit dem Schreiben von Essays als mit dem Verfassen von Werken beschäftigt veröffentlichte Okanishi eine Reihe von Essays wie „Shibudan hansen“ (渋団 返答), „Haikai mongu“ (俳諧 蒙求) und „Haikai wakumon“ (俳諧 或問). Er führte eine auf dem chinesischen Philosophen Zhuangzi (−365 bis −290) basierende allegorische Theorie für das Danrin-Haikai ein, das ursprünglich keine eigene theoretische Grundlage hatte. Im Jahr 1678, als das Danrin–Haikai auf seinem Höhepunkt war, verlegte er im Alter von 40 Jahren seinen Wohnsitz nach Osaka und war sowohl in der praktischen als auch in der theoretischen Arbeit aktiv. Zusammen mit Ihara Saikaku galt er als einer der beiden Flügel des Renga-Dichters Nishiyama Sōin (1605–1682).
Als Theoretiker war Okanishi unter den Danrin-Haiku-Dichtern herausragend, aber er war auch pedantisch und egozentrisch und wurde von einigen seiner Zeitgenossen angefeindet. Er war der festen Überzeugung, dass er der legitime Nachfolger der Sōin-Schule sei, und nach Soins Tod wollte er wahrscheinlich die Führung des Danrin-Haikai übernehmen. Aber er war vom Charakter her nicht dazu geeignet und gewann nicht das Vertrauen seiner Kollegen.
Gegen Ende der Empō-Ära (1673–1681) kam das Danrin-Haikai praktisch zum Erliegen. Okanishi verlor seinen Platz als Theoretiker des Danrin-. Nach Sōins Tod zog Okanishi sich aus der vordersten Reihe des Haikai zurück und verbrachte den Rest seines Lebens mit chinesischer Poesie, Waka und Kalligraphie.